# Teatro Victoria (Curicó)
El Teatro Victoria es un edificio patrimonial ubicado en la ciudad de Curicó, Chile. Fue inaugurado el año 1929 y fue declarado Monumento Nacional de Chile, en la categoría de Monumento Histórico, mediante el Decreto n.º 585, del 29 de diciembre de 2015.

## Arquitectura
El edificio fue diseñado por sus propios dueños, junto al ingeniero Justo Pastor Hevia, a quien se hace referencia en los planos originales del inmueble. Contaba con un vitral en la fachada diseñado por el pintor y escultor Fernando Thauby. Las butacas fueron confeccionadas en una fundición local llamada la Vasconia y la mueblería Buenos Aires, con igual calidad y diseño de las del Teatro Carrera de Santiago. No se conservan en la actualidad pues fueron retiradas del edificio.

## Historia
Fue construido por iniciativa de Camilo Giaconi, lvan Pesse y Rodolfo Ravanal en conjunto al ingeniero Justo Pastor Hevia, y su diseño, a diferencia de los teatros de la época, fue pensado como una sala de cine, aunque acogió ambas funciones. Su inauguración se llevó a cabo un mes después del terremoto de 1928, con la presentación en matiné del corto italiano La silla del diablo y en especial y noche presentó El hombre sin brazos.
Mantuvo convocatoria de público hasta los años 1970, cuando empezó a decaer paulatinamente hasta su cierre en 1994. El municipio de Curicó arrendó el edificio para la realización de actividades y para instalar las oficinas de turismo, pero tras el terremoto de 2010 cerró de forma definitiva.
El Teatro Victoria data del año 1929 y fue construido por iniciativa de Camilo Giaconi, lvan Pesse y Rodolfo Ravanal, quienes crearon una sociedad teatral para el efecto. Pretendía proveer a la ciudad de Curicó de un moderno teatro con avanza tecnología, como un sistema de calefacción que permitiera una temperatura adecuada y ofrecer al público espectáculos cinematográficos y revisteriles. El edificio fue diseñado por sus propios dueños, junto al ingeniero Justo Pastor Hevia, a quien se hace referencia en los planos originales del inmueble. Contaba con un vitral en la fachada diseñado por el pintor y escultor Fernando Thauby. Las butacas fueron confeccionadas en una fundición local llamada la Vasconia y la mueblería Buenos Aires, con igual calidad y diseño de las del Teatro Carrera de Santiago. No se conservan en la actualidad pues fueron retiradas del edificio.
La inauguración del Teatro Victoria ocurre un mes después del terremoto de 1º de diciembre de 1928, resultando sin daños, no así el teatro municipal de la ciudad. Su diseño fue pensado principalmente como cine, a diferencia de la mayoría de los teatros de la época, aunque de todas formas siguió la tendencia de acoger funciones cinematográficas, teatrales y revisteriles. Contaba con espacios complementarios, como un salón de té en el subterráneo, propios del carácter recreativo y de encuentro social de ese tipo de inmuebles.
El teatro mantuvo convocatoria de público hasta la década del '70. Con la masificación de la televisión y la crisis económica de la década, el negocio cinematográfico fue decayendo paulatinamente, lo cual incidió también en la demanda de espectadores del teatro, hasta su cierre definitivo en 1994. Años después de su cierre el municipio de Curicó arrendó el edificio a sus dueños con la intención de recuperar el espacio para instalar ahí las oficinas de turismo de la municipalidad y para realizar actividades.
Con el terremoto de febrero de 2010 el edificio volvió a cerrarse en forma definitiva hasta la fecha.